# Fiestas Decenales de la Virgen de la Candela de Valls

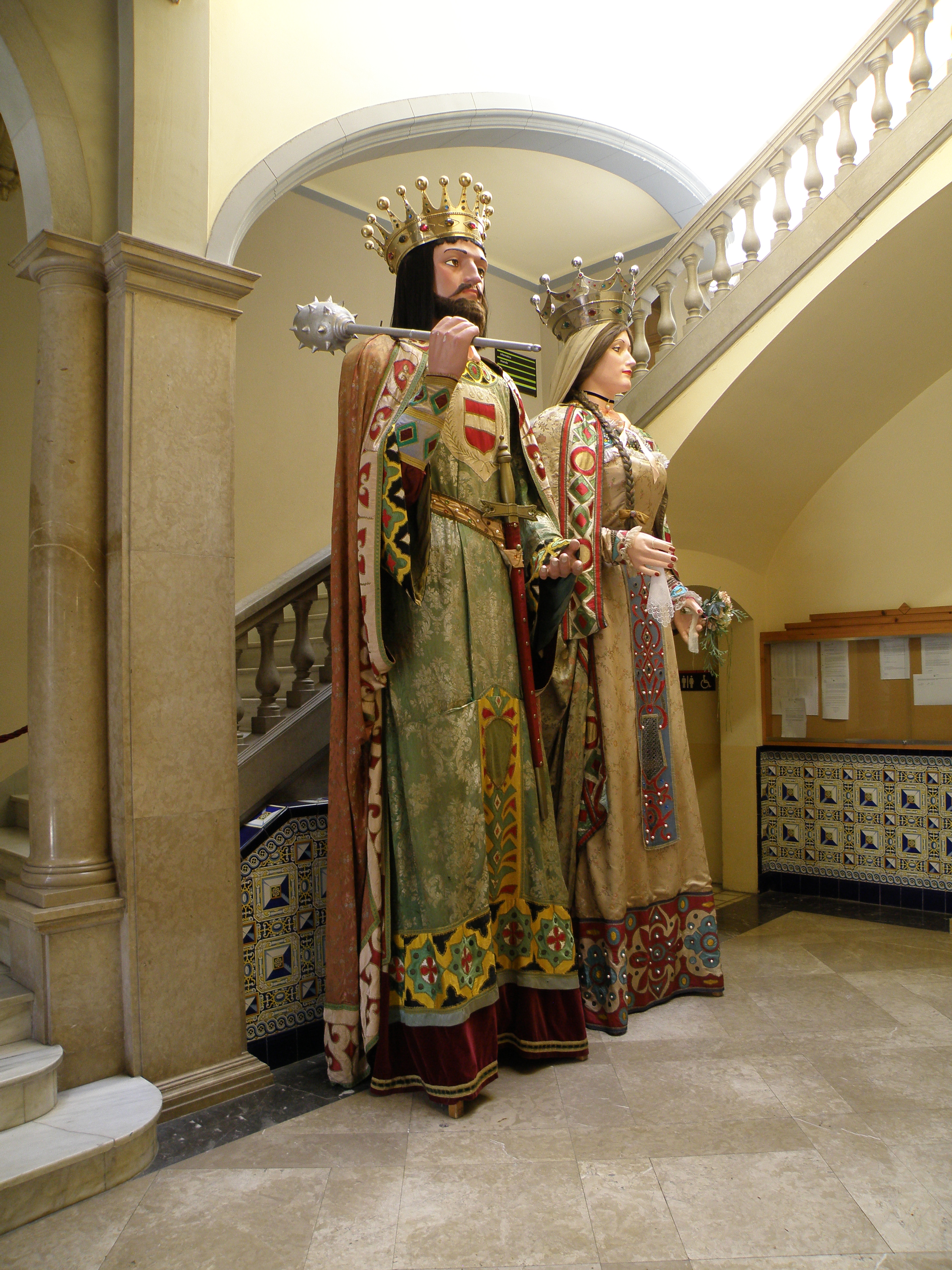
Gegants de Valls

Las Fiestas Decenales de la Virgen de la Candela de Valls, en la comarca del Alto Campo, dentro de la provincia de Tarragona, Españase celebran cada 10 años. Tienen su origen en la devoción que la ciudad tiene hacia la Virgen de la Candela. Constan documentalmente las súplicas dirigidas a la Virgen por parte de las vallenses y de los vallenses cuando la peste negra diezmaba la ciudad en 1348. La festividad dedicada a la Virgen de la Candela se celebra cada 2 de febrero.
La imagen de la Virgen de la Candela preside la capilla que lleva su nombre a la iglesia arciprestal de San Juan es del siglo XIV. La pieza fue salvada, aunque con importantes daños, de los estragos de la Guerra Civil.
Esta devoción de raíz cristiana se incrementó con la fundación de las Fiestas Decenales, debida al legado del beneficiario de la comunidad de presbíteros de la parroquia de San Juan, Josep Perellada Salabert, que se hizo efectivo a su muerte en el año 1788. Su albacea Pau Baldrich fue quien materializó su última voluntad.
Así, el 28 de enero de 1791, pocos días antes de la festividad de la Virgen, en casa del notario vallense Ignasi Casas, se reunieron una representación de la comunidad de presbíteros presidida por el Dr Jaume Cessat, el Dr Pau Baldrich y los concejales del Ayuntamiento de Valls (Tarragona) España. Se firmó el documento que estipulaba que cada diez años se haría una solemne procesión votiva en honor de la Virgen de la Candela. La imagen tendría que ser llevada por cuatro presbíteros de la ciudad, tendrían que asistir todos los sacerdotes de la localidad y el Ayuntamiento procuraría que participaran todas las cofradías vallenses. Desde entonces, de diez en diez, la ciudad de Valls ha afianzado su voto comunitario. En este sentido, las Fiestas Decenales son una fiesta votada.
En el año 1911 se produjo la coronación canónica de la imagen de la Virgen, oficiándola el arzobispo de Tarragona, que actuaba en representación del Papa de Roma Pío X, y asistido por los obispos de Lérida, Urgel y Gerona.
Serían declaradas Fiesta tradicional de interés nacional el 5 de junio de 1991, por parte del Gobierno de la Generalidad de Cataluña.
En enero de 2010 se inaugura la remodelación de la capilla de la Virgen de la Candela en la iglesia de San Juan. Las tareas de mejora han consistido en la restauración de los cuadros, la limpieza de las coronas, la lámpara y la imagen de la virgen de la Candela y la rehabilitación de la capilla en general.
Desde el 24 de enero de 2010 hasta el 6 de febrero de 2011 Valls (Tarragona) celebra el año jubilar, concedido por el Papa Benedicto XVI.

## La devoción anual a la Virgen de la Candela
Todos los sábados del año, por la tarde, la iglesia arciprestal de San Juan acoge el canto de la salve, dedicado a la Virgen de la Candela y que se realiza al final de la celebración de la eucaristía.
Cada año, en la fiesta patronal del 2 de febrero, centenares de feligreses y de ciudadanos visitan la capilla y el camarín, situados en el interior de la mencionada iglesia. Esta fiesta es precedida de una novena de gran concurrencia, que ya se sabe que existía antes de la instauración del voto decenal.
El día de fiesta, por la mañana, se celebra el oficio, que es precedido por la representación completa de la Moixiganga en el interior del templo, concretamente en el altar mayor. Se trata de una de las pocas escenificaciones de teatro popular y religioso que actualmente se mantiene en el escenario sagrado de las iglesias.
A continuación, tiene lugar la bendición de las candelas, que han sido obsequiadas a los asistentes en el momento de su llegada a la iglesia, y después la procesión por las calles del barrio antiguo. Asiste la Corporación Municipal y una gran multitud de fieles que entonan los cantos que marca la tradición: el Virolai ("Flor de febrero, que nuestro corazón anhela, de la ciudad Lucero, iluminados por vuestra candela, guiadnos hacia el Cielo") y los Gozos ("Monte que en Valls hacéis venturosa y con Usted ningún mal no recela. María de la Candela, miradnos siempre amorosa.")

## La última edición de las Fiestas Decenales deValls(Tarragona)
La última edición de las Fiestas Decenales de Valls (Tarragona)  debería haber tenido lugar tuvo lugar entre el viernes 28 de enero y el domingo 6 de febrero de 2021, pero las festividades fueron aplazadas un año debido a la pandemia de COVID-19 teniendo lugar un año más tarde en las mismas fechas.
El logotipo o marca gráfica que las identifica es una deconstrucción de la corona de la Virgen de la Candela, una pieza de orfebrería del artista Jaume Mercadé i Queralt (Valls, 1887-Barcelona, 1967), y de la cual el equipo de diseñadores de la empresa vallense TGD Comunicación ha hecho una disección virtual que ha permitido tener una versión moderna y evolucionada de la preciada tiara que exhibe a la Virgen de la Candela. En 2011 precisamente se cumple el centenario de su coronación canónica.
La deconstrucción da como resultado ocho puntas triangulares que ofrecen un aspecto moderno y evolucionado de la tradición. Estas ocho puntas representan también los ocho escenarios de espectáculos con que contará la celebración del 2011. La imagen también traslada la proyección hacia el cielo que tienen los castillos humanos -de los cuales Valls es la cuna-, y al mismo tiempo recoge la idea de que esta es la fiesta de la luz. La Virgen de la Candela lleva precisamente el distintivo de una candela. El logotipo proyecta los valores de la participación ciudadana, la diversidad cultural y la identidad vallense.

## La secuencia ritual
El primer viernes tienen lugar la tronada inaugural y el pregón. Por la noche se encienden las luminarias y se celebra el espectáculo inaugural.
El primer sábado se celebra el traslado de la Virgen desde el camarín hasta el altar mayor de la iglesia arciprestal de San Juan, momento en que empieza la novena dedicada a la Virgen de la Candela.
El primer domingo el acto central es el encuentro de grupos de torres humanas de Cataluña, único momento en que cada diez años la gran mayoría de agrupaciones comparten una actuación.
La víspera de la Candela, el 1 de febrero, es la noche del baile de gala, con orquestas internacionales, y de la verbena.
En la festividad de Madre de Dios, el día 2 de febrero, durante la mañana tiene lugar la bendición de las candelas, la celebración del oficio religioso, y la festividad castellera más matinal del calendario con la participación de las agrupaciones locales: Colla Vella dels Xiquets de Valls y Colla Joves dels Xiquets de Valls. Por la tarde noche, se lleva a cabo la procesión votiva, en la que participan todos los entremeses, bailes y danzas del séquito popular, y representaciones de todas las asociaciones y entidades vallenses con su correspondiente pendón o bandera, acompañando la imagen de la Virgen de la Candela.
El último domingo se devuelve al camarín la imagen de la Virgen y tiene lugar la clausura de las fiestas con un castillo de fuegos.

## Enlaces
- Web oficial de las Fiestas Decenales

- Información sobre la historia y la música de las Fiestas Decenales

- Web dedicada a los actos religiosos de la celebración

- Bloc sobre las Fiestas Decenales 2011 a cargo de www.elmaniatic.cat

- Las Fiestas Decenales en Facebook

- Web retrospectiva de las Fiestas Decenales de 2001

- Datos: Q2838024
- Multimedia: Festes Decennals de la Mare de Déu de la Candela / Q2838024